# موتوماهی‌های باله‌مویی
موتوماهی‌های باله‌مویی (نام علمی: Setipinna) نام یک سرده از تیره موتوماهیان است.